# Jaroslav Lisý
Brigádní generál Jaroslav Lisý (28. dubna 1895, Jičín – 20. ledna 1943 Berlín Plötzensee) byl československý voják, brigádní generál in memoriam, legionář a náčelník štábu druhé garnitury Obrany národa v období nacistické okupace Čech a Moravy.

## Mládí a 1. světová válka
Narodil se 28. dubna 1895 v Jičíně jako prvorozený syn obchodníka s textilem Karla Lisého a jeho manželky Marie, rozené Crnkovičové. Po složení maturitní zkoušky na českém vyšším gymnáziu nastoupil na Právnickou fakultu UK v Praze. Zde stačil absolvovat pouze dva semestry. Dne 11. března 1915 byl odveden a po absolvování školy na důstojníky pěchoty v Jablonci nad Nisou odešel jako velitel čety na frontu.

### Československé legie v Rusku
Po prodělaném zranění padl do ruského zajetí, ve kterém se 1. dubna 1917 přihlásil do českých legií. Zařazen byl k 7. čs. střeleckému pluku a současně nastoupil jako frekventant do české důstojnické školy v Borispolu, kterou dokončil 8. listopadu 1917. Poté se vrátil ke svému útvaru. Později byl přidělen k 2. čs. záložního pluku v Borispolu jako velitel čety, později velitel roty. Účastnil se obsazení města Kurgan, kde pak působil jako velitel posádky. Poté, co se 2. čs. záložní pluk změnil na 10. čs. střelecký pluk, zúčastnil se společně s ním ve funkci velitele roty bojů na Simbirském úseku, Belebejském úseku Samarské fronty (to však již jako velitel samostatného oddílu složeného ze dvou rot pěchoty, kulometné roty a půl eskadrony jízdy). Od února do září 1919 se podílel na ochraně sibiřské magistrály v prostoru Ančisk - Kansk a zapojil se do bojů na Manské frontě. Ve dnech 17. února až 12. března 1920 byl velitelem stálé ochrany u zlatého pokladu ruského státu a členem státní komise pro převzetí, přeložení a přepočítání zlatého pokladu v Irkutsku. Poté se přesunul do Vladivostoku, odkud plul přes Pacifik, Panamský průplav, Atlantik až do Středozemního moře. Z Terstu pak dorazil vlakem do vlasti v hodnosti kapitána ruských legií.

## První a druhá republika

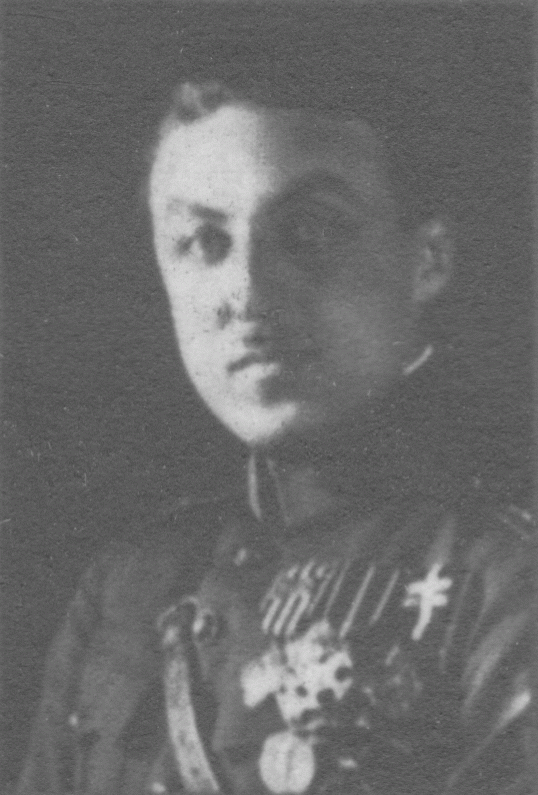
V hodnosti kapitána jako frekventant Válečné školy v Praze, ročník 1922/1923 na tablu absolventů

Po návratu z repatriační dovolené absolvoval III. kurs školy generálního štábu v Praze a byl přijat do československé armády jako důstojník z povolání. Působil jako přidělený důstojník operačního oddělení u ZVV Brno, kde absolvoval zkušené u tamních dislokovaných útvarů. Sloužil jako velitel různých oddělení v Banské Bystrici, Olomouci a nakonec v Praze, kde byl dnem 26. března 1931 povýšen na podplukovníka a stal se velitelem praporu polního pluku 5. Dnem 16. září 1935 byl jmenován náčelníkem štábu 1. divize v Praze, kde působil do roku 1937, později již jako plukovník. Za branné pohotovosti státu na podzim 1938 byl náčelníkem štábu IV. sboru v Litovli.

## V odboji
Po likvidaci čs. branné moci po německé okupaci byl převeden do oboru zemské samosprávy v Praze a nastoupil jako úředník u Zemského úřadu v Praze. Tou dobou byl již od jara 1939 napojen na nově vznikající struktury Obrany národa v Praze jako velitel jednoho z pražských krajů. Poté, co v roce 1940 převzal div.gen. Bedřich Homola po zatčeném a později popraveném arm.gen. Josefu Bílém funkci vrchního velitele ON, stal se Jaroslav Lisý velitelem v Praze a náčelníkem štábu nového Ústředního vedení (tzv. druhé garnitury) Obrany národa. V odboji používal krycí jméno Lubor.

### Zatčení a vězení
Dne 10. července 1941 byl zatčen gestapem ve svém pražském bytě. Až do počátku roku 1942 byl vězněn a mučen v Praze na Pankráci, od 2. června do 2. října 1942 v Drážďanech a od 3. do 9. října 1942 v berlínské věznici Alt Moabit. Při soudním přelíčení konaném před berlínským Volksgerichtem byl dne 8.10.1942 odsouzen za zločin velezrady a zemězrady k trestu smrti. Následujícího dne byl převezen do věznice v Berlíně - Plötzensee, kde byl dne 20. ledna 1943 ve 20:09 popraven gilotinou. V den popravy vážil generál Lisý 35 kilogramů.
Die Angeklagten haben im Kriege Hochverrat gegen das Großdeutsche Reich organizatorisch vorbereitet, um Böhmen und Mähren aus ihm herauszureißen und dadurch zugleich den Feind begünstigt. Deshalb werden Lisý und Konečný zum Tode verurteilt und verliren die bürgenlichen Ehrenrechte auf Lebenzeit.
Prezident senátu Dr. Roland Freisler, Závěr rozsudku (německý origánální text), 
Obžalovaní během války připravovali velezradu proti Velkoněmecké říši. Svým jednáním podporovali odtržení Čech a Moravy a zároveň napomáhali nepříteli. Proto jsou Lisý a Konečný odsouzeni k trestu smrti a doživotní ztrátě občanských práv.
Prezident senátu Dr. Roland Freisler, Závěr rozsudku (volný překlad z němčiny), 

## Po osvobození
Dne 19. února 1947 byl posmrtně povýšen do hodnosti brigádního generála s účinností s pořadím od 28. října 1942. Jeho jméno je uvedeno na památníku padlým a popraveným absolventům Vysoké školy vojenské před sídlem MO ČR.

## Řády a vyznamenání

### Předválečná
- Řád sv. Anny IV. třídy s meči (1919)
- Československý válečný kříž 1914–1918
- Československá revoluční medaile
- Řád M. R. Štefánika "Sokol" 1.kategorie za chrabrost a zásluhy
- Československá medaile Vítězství
- Řád rumunské koruny 4. třídy

### In memoriam
- Československý válečný kříž 1939 za bojové zásluhy v boji za osvobození (1945)